# 威壘
威垒，人名或春秋时期秦国官名。
《史记·秦本纪》记载前704年，秦宪公卒，大庶长弗忌、威垒三父合谋，废太子而另立秦宪公子秦出子为君。冈白驹认为：“大庶长、威垒官名，弗忌、三父人名。”陈直《史记新证》赞成其说，称：“威垒虽不见于其他文献，当与汉代中垒校尉相似。”中华书局标点本以“威垒”为人名，和弗忌、三父是三个人。又《史记·秦始皇本纪》後附记，“威垒”作“威累”。